# Phoma zantedeschiae
Phoma zantedeschiae är en lavart som beskrevs av Dippen. 1931. Phoma zantedeschiae ingår i släktet Phoma, ordningen Pleosporales, klassen Dothideomycetes, divisionen sporsäcksvampar och riket svampar.   Inga underarter finns listade i Catalogue of Life.